# Maldiverna vid världsmästerskapen i simsport 2024
Maldiverna tävlade vid världsmästerskapen i simsport 2024 i Doha i Qatar mellan den 2 och 18 februari 2024. Maldiverna hade en trupp på fyra idrottare, varav två kvinnor och två män.

## Tävlande per sport
Följande är en lista över antalet tävlande per sport.
| Sport   | Herrar | Damer | Totalt |
| ------- | ------ | ----- | ------ |
| Simning | 2      | 2     | 4      |
| Totalt  | 2      | 2     | 4      |

## Simning
Herrar
| Idrottare           | Gren           | Heat    | Heat      | Semifinal        | Semifinal        | Final            | Final            |
| Idrottare           | Gren           | Tid     | Placering | Tid              | Placering        | Tid              | Placering        |
| ------------------- | -------------- | ------- | --------- | ---------------- | ---------------- | ---------------- | ---------------- |
| Mohamed Shiham      | 200 m frisim   | 2.06,32 | 66        | Gick inte vidare | Gick inte vidare | Gick inte vidare | Gick inte vidare |
| Mohamed Shiham      | 400 m frisim   | 4.31,96 | 56        | —                | —                | Gick inte vidare | Gick inte vidare |
| Mubal Azzam Ibrahim | 50 m bröstsim  | 33,24   | 52        | Gick inte vidare | Gick inte vidare | Gick inte vidare | Gick inte vidare |
| Mubal Azzam Ibrahim | 100 m bröstsim | 1.14,58 | 72        | Gick inte vidare | Gick inte vidare | Gick inte vidare | Gick inte vidare |

Damer
| Idrottare     | Gren          | Heat    | Heat      | Semifinal        | Semifinal        | Final            | Final            |
| Idrottare     | Gren          | Tid     | Placering | Tid              | Placering        | Tid              | Placering        |
| ------------- | ------------- | ------- | --------- | ---------------- | ---------------- | ---------------- | ---------------- |
| Aishath Shaig | 50 m frisim   | 29,47   | 81        | Gick inte vidare | Gick inte vidare | Gick inte vidare | Gick inte vidare |
| Aishath Shaig | 100 m frisim  | 1.06,27 | 74        | Gick inte vidare | Gick inte vidare | Gick inte vidare | Gick inte vidare |
| Hamna Ahmed   | 100 m ryggsim | 1.18,71 | 56        | Gick inte vidare | Gick inte vidare | Gick inte vidare | Gick inte vidare |
| Hamna Ahmed   | 200 m medley  | 2.54,15 | 25        | Gick inte vidare | Gick inte vidare | Gick inte vidare | Gick inte vidare |

Mixat
| Idrottare                                                    | Gren           | Heat    | Heat      | Final            | Final            |
| Idrottare                                                    | Gren           | Tid     | Placering | Tid              | Placering        |
| ------------------------------------------------------------ | -------------- | ------- | --------- | ---------------- | ---------------- |
| Mubal Azzam Ibrahim Aishath Shaig Hamna Ahmed Mohamed Shiham | 4×100 m frisim | 4.14,17 | 20        | Gick inte vidare | Gick inte vidare |
| Hamna Ahmed Mubal Azzam Ibrahim Mohamed Shiham Aishath Shaig | 4×100 m medley | 4.41,83 | 32        | Gick inte vidare | Gick inte vidare |